# King’s Bounty
King’s Bounty ist ein rundenbasiertes Strategiespiel des Spieleentwicklers Jon Van Caneghem, das 1990 von New World Computing zunächst für Apple II, Commodore 64 und DOS veröffentlicht wurde. Es folgten Portierungen für Mega Drive, Amiga und Mac OS. Durch den japanischen Publisher Starcraft erschien das Spiel in Japan zudem für die Heimcomputer PC-98 und FM Towns. 
King’s Bounty spielt in einer Fantasy-Welt und gilt als Vorläufer der Reihe Heroes of Might and Magic. Das Spiel blieb lange Zeit ohne Fortsetzung, bis 2008 der russische Publisher 1C die Namensrechte sicherte und mit King’s Bounty: The Legend ein Remake des Spiels veröffentlichte und mit weiteren Titeln fortführte. 

## Handlung und Spielprinzip
Ziel des Spiels ist es, das gestohlene Szepter der Ordnung wiederzubeschaffen. Um den Aufbewahrungsort des Szepters zu finden, muss der Spieler zunächst ein Puzzle vervollständigen, wobei jedes Puzzleteil in den Händen eines anderen Bösewichts ist.
Zu Beginn muss sich der Spieler für eine Charakterklasse entscheiden, zur Auswahl stehen Ritter, Paladin, Zauberin und Barbar. Diese Spielfigur dient als Anführer für die im Spiel rekrutierbaren Kampftruppen und nimmt mit ihren Fähigkeiten Einfluss auf das Spielgeschehen. Grundsätzlich ist das Spiel zweigeteilt: Es gibt eine Abenteuerkarte, auf der sich die Spielfigur bewegt, Schätze einsammelt und Burgen oder andere Lokalitäten besucht. Daneben gibt es den rundenbasierten Kampfmodus, in dem der Spieler unterschiedliche Truppenverbände in den Kampf gegen feindlich gesinnte Armeen führt. Im Laufe des Spiels erhält der Spieler stärkere Armeen, bessere Eigenschaften und Zauber. Außerdem steigt der Anführer im Rang auf, wenn er Gegner besiegt. Als Ritter beispielsweise wird man erst General, dann Feldmarschall und zuletzt Lord.
Die Spielwelt  unterteilt sich in die vier Kontinente Continentia (hier beginnt der Spieler seine Reise), Forestria, Archipelia und Saharia. Spätere Kontinente bieten dabei härtere Herausforderungen als der Startkontinent Continentia. In jeder Spielwelt sind außerdem einige Artefakte versteckt, die dem Spieler bessere Eigenschaften verleihen oder anderweitige Vorteile bringen.
Die einzige Ressource, die im Spiel zum Tragen kommt, ist Gold. Man erhält eine gewisse Menge wöchentlich vom König, wobei diese abhängig ist von der Wahl der Charakterklasse, vom Rang, den man bereits innehat und von besetzten Burgen. Es gibt weitere Modifikatoren, zusätzlich findet man Gold auch in herumstehenden Schatztruhen. Das Gold gibt man beispielsweise für neue Truppen, Bootsmiete, Zaubersprüche und das für Angriffe auf Burgen notwendige Katapult wieder aus. 
Die Truppentypen, auf die der Spieler trifft und die er rekrutieren kann, sind in fünf Gruppen unterteilt (Königliche Garde, Ebenen, Wald, Dungeon und Hügel). Treten in einer Armee Truppen aus verschiedenen Gruppen auf, so kommen unterschiedliche Moralwirkungen zum Tragen.
Um zu gewinnen, muss man nicht nur jeden Bösewicht besiegen, sondern muss zuvor einen Vertrag in einer Stadt abgeschlossen haben, diesen bestimmten Bösewicht zu fangen. Ansonsten wird er freigesetzt und muss erneut besiegt werden. Hat man einen Vertrag und ist man im Kampf siegreich, so erhält man eines der Puzzlestücke.

## Rezeption
Die Bewertungen waren meist positiv.

„Alles in allem ist King’s Bounty eine feine Mischung aus „Pirates!“ und einem herkömmlichen Rollenspiel – ein durchaus königlicher Grenzfall!“

„Wer von New World Computing ein neues Rollenspiel im „Might & Magic“-Stil erwartet, wird ganz schön überrascht. Nach anfänglicher Skepsis über das Gebräu aus Rollenspiel, Taktikelementen und ein bißchen Action hat mich „King’s Bounty“ nach einigen Spielesitzungen erwischt. Nächtelanges Suchen nach dem verlorenen Zepter waren die Folge.“

## Nachfolger
2007 kündigte der russische Publisher 1C Company die Veröffentlichung eines geistigen Nachfolgers an. Das vom russischen Entwicklerstudio Katauri Interactive entwickelte Spiel war zuvor als Battle Lords angekündigt worden. Der Titel war von Anfang an als Weiterentwicklung von King’s Bounty gedacht und 1C gelang es, die Namensrechte an der Reihe für weitere Veröffentlichungen zu sichern. Im April 2008 erschien die King’s Bounty: The Legend in Russland, lokalisierte Versionen für den europäischen und nordamerikanischen Markt folgten im September 2008. Das Remake orientiert sich am Original und weicht in vielen Bereichen vom Nachfolger Heroes of Might and Magic ab. So bewegt sich die Spielfigur nun in Echtzeit über die Spielwelt, vom Computer gesteuerte Gegenspieler fehlen. Im Gegensatz zur Heroes-Reihe verzichtet das Spiel auf den Auf- und Ausbau von Städten und Burgen und legt stattdessen einen Schwerpunkt auf die individuelle Entwicklung der Fähigkeiten der Spielfigur.
Es folgten mehrere Erweiterungen und Fortsetzungen in der gleichen Spielengine (Armored Princess, Crossworlds, Warriors of the North, Dark Side), 2021 schließlich die von Grund auf neu entwickelte Fortsetzung King’s Bounty II.